# Steal This Album!
Steal This Album! is het derde studioalbum van de Amerikaanse metalband System Of A Down. Het album bevat nummers die zijn geschreven tijdens de opname van de albums System Of A Down en Toxicity. Van sommige nummers waren demoversies te vinden op het internet zogenaamd van het album "Toxicity II". De bandleden vonden het zonde om de fans te moeten laten luisteren naar onafgemaakt materiaal dus besloten ze de nummers af te maken om ze vervolgens uit te brengen op een album. Niet alle maar vele van deze nummers kwamen terecht op dit album. Er kwamen ook nog wat extra nummers die de band al had geschreven bij. Dit waren onder andere "Roulette" en "Chic 'N' Stu". Van deze nummers had men nog niet eerder gehoord. Ook werden titels van de "gelekte nummers" in sommige gevallen gewijzigd.
De bandleden beweren dat dit album niet moet worden gezien als een compilatie van B-kantjes en geschrapte ("minder goede") nummers van de andere albums. Deze nummers zijn namelijk uit de andere albums gelaten omdat ze niet pasten. De kwaliteit van de nummers heeft hierin geen rol gespeeld.

## Titel
De titel van het album is afgeleid van het boek Steal This Book van Abbie Hoffman.

## Cover
De cover van het album is een handgeschreven briefje met "Steal This Album" erop, wat doet denken aan een kopie of bootleg.

## Tracklist
Alle nummers zijn geschreven door Serj Tankian en Daron Malakian, behalve "I-E-A-I-A-I-O" waar de hele band aan mee heeft geschreven.
1. "Chic 'N' Stu" – 2:23
2. "Innervision" – 2:33
3. "Bubbles" – 1:56
4. "Boom!" – 2:14
5. "Nüguns" – 2:30
6. "A.D.D." (American Dream Denial) – 3:17
7. "Mr. Jack" – 4:09
8. "I-E-A-I-A-I-O" – 3:08
9. "36" – 0:46
10. "Pictures" – 2:06
11. "Highway Song" – 3:13
12. "Fuck the System" (staat op de hoes als "F**k the System" geschreven) – 2:12
13. "Ego Brain" – 3:21
14. "Thetawaves" – 2:36
15. "Roulette" – 3:21
16. "Streamline" – 3:37

## Credits
- Daron Malakian - Gitaar, Zang, Producer,
- Serj Tankian - Keyboards, Zang,
- Shavo Odadjian - Bas,
- John Dolmayan - Drums,
- Rick Rubin - Producer,
- Andy Wallace - Mixing,
- Arto Tunçboyacıyan - achtergrondzang op "Bubbles"